# La castalda
La castalda è un'opera teatrale in tre atti in prosa di Carlo Goldoni, messa in scena per la prima volta a Venezia durante l'autunno del 1751 dalla compagnia Medebach, con Maddalena Marliani-Raffi nella parte della protagonista, attrice per la quale successivamente il commediografo creerà i personaggi de La serva amorosa e de La locandiera. 
Alla prima il pubblico rimase piuttosto freddo, probabilmente impreparato a riconoscere l'arguzia dei dialoghi. Lo stesso autore non riteneva quest'opera tra le sue migliori, tanto che scrisse nella prefazione all'edizione a stampa del 1755, per la quale operò una profonda riscrittura, anche sostituendo al vivace dialetto veneziano di Corallina l'italiano: Questa è una di quelle Commedie essere da me credute meno degne delle altre di veder la luce del Mondo. Egli è ben vero però, che prima di darle al torchio le ho prese seriamente per mano, le ho riformate, e questa precisamente posso dire d'averla intieramente rifatta.

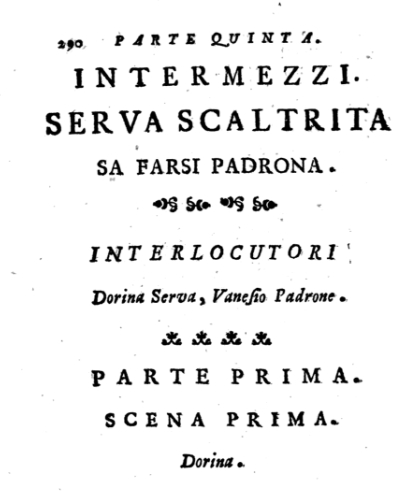
Frontespizio di una vecchia edizione di Serva scaltrita sa farsi padrona di Giovan Battista Fagiuoli

Il tema della commedia è quello della serva-padrona, tra le cui fonti sono da ricordare La serva padrona di Giovan Battista Pergolesi e l'intermezzo Serva scaltrita sa farsi padrona di Giovan Battista Fagiuoli, entrambi del 1733.

## Trama
Villa sulla Brenta, luogo di villeggiatura dei veneziani. La fattoressa (castalda) Corallina, che cura tutti gli interessi del vecchio mercante Pantalone, finirà con il diventare padrona di casa sposandolo.

## Poetica
Ha scritto l'autore nella prefazione per l'edizione a stampa:  I caratteri mi paiono assai verisimili, ed è molto comune quello d’un Vecchio che si lascia dominare da una Donna di spirito, e l’altro eziandio della Donna, che conoscendo il suo punto, sa stabilire la sua fortuna. L'argomento sarebbe troppo triviale, se non venisse adornato da vari accidenti che lo distinguono dai più comuni.